# Vågåmo
Vågåmo is een plaats in de Noorse gemeente Vågå, provincie Innlandet. Vågåmo telt 1436 inwoners (2007) en heeft een oppervlakte van 2 km².